# Morti il 27 settembre
| Questa pagina contiene informazioni ricavate automaticamente dalle voci biografiche con l'ausilio del template Bio e di un bot. L'aggiornamento è periodico e automatico e ricostruisce completamente la pagina. Se manca una persona in questa lista, sei pregato di non aggiungerla, ma accertati piuttosto che la sua voce biografica contenga il template Bio e che i dati anagrafici siano correttamente compilati. Se il template Bio manca, inseriscilo tu stesso o, in alternativa, metti l'avviso {{tmp\|Bio}} che ne segnala la mancanza. Se i dati riportati sono sbagliati, correggi direttamente la voce biografica; le modifiche saranno visibili in questa lista entro pochi giorni. Per chiarimenti vedi il progetto biografie. La lista contiene solo le 456 persone che sono citate nell'enciclopedia e per le quali è stato implementato correttamente il template Bio. Pagina aggiornata al 17 ago 2025. |

## VII secolo(1)
- 637 - Sigeberto dell'Anglia orientale, sovrano, monaco cristiano e santo anglosassone

## VIII secolo(1)
- 783 - Tomaso, arcivescovo italiano

## IX secolo(1)
- 896 - Anselmo II, arcivescovo italiano

## XII secolo(4)
- 1115 - Bonfiglio di Foligno, vescovo cattolico e abate italiano
- 1145 - Guglielmo di Malines, patriarca cattolico fiammingo
- 1181 - Guichard di Pontigny, monaco cristiano francese
- 1194 - Rinaldo di Courtenay, nobile

## XIII secolo(2)
- 1249 - Raimondo VII di Tolosa, conte (n. 1197)
- 1283 - Renaud de Nanteuil, vescovo cattolico francese

## XIV secolo(2)
- 1323 - Elzeario da Sabrano, nobile francese (n. 1285)
- 1399 - Giovanni da Barbiano, condottiero italiano

## XV secolo(7)
- 1404 - William di Wykeham, vescovo cattolico britannico
- 1408 - Giovanni Conversini, umanista e giurista italiano (n. 1343)
- 1432 - Guillaume Ragutel de Montfort, cardinale e vescovo cattolico francese
- 1433 - Giovanna di Valois, principessa francese (n. 1391)
- 1456 - Lorenzo da Ripafratta, religioso italiano
- 1471 - Marino De Paulis, arcivescovo cattolico italiano
- 1486 - Gabriele Rangone, cardinale e arcivescovo cattolico italiano (n. 1410)

## XVI secolo(9)
- 1536 - Felice della Rovere, nobildonna italiana (n. 1483)
- 1547 - Eleanor Brandon, nobile britannica (n. 1519)
- 1557 - Go-Nara, imperatore giapponese (n. 1497)
- 1557 - Leopoldo d'Austria, vescovo cattolico austriaco
- 1561 - Paolo Battista de' Giudici, doge (n. 1490)
- 1566 - Marco Girolamo Vida, umanista, poeta e vescovo cattolico italiano (n. 1485)
- 1577 - Diego de Covarrubias y Leiva, giurista, politico e arcivescovo spagnolo (n. 1512)
- 1583 - Elisabeth Plainacher, austriaca (n. 1513)
- 1590 - Papa Urbano VII, papa, vescovo cattolico e cardinale italiano (n. 1521)

## XVII secolo(17)
- 1602 - Guy Eder de La Fontenelle, nobile e militare francese (n. 1573)
- 1612 - Piotr Skarga, teologo, scrittore e gesuita polacco (n. 1536)
- 1614 - Felice Anerio, compositore italiano (n. 1560)
- 1623 - Giovanni VII di Nassau-Siegen, conte tedesco (n. 1561)
- 1649 - Bellerofonte Castaldi, musicista, compositore e poeta italiano
- 1651 - Massimiliano I di Baviera, nobile tedesco (n. 1573)
- 1654 - Luigi di Guisa, nobile francese (n. 1622)
- 1657 - Andrea Argoli, matematico, astronomo e astrologo italiano (n. 1570)
- 1660 - Vincenzo de' Paoli, presbitero francese (n. 1581)
- 1663 - Filippo di Schleswig-Holstein-Sonderburg-Glücksburg, nobile tedesco (n. 1584)
- 1666 - Giorgio Alberto di Brandeburgo-Kulmbach, nobile tedesco (n. 1619)
- 1667 - Pietro Furga, giurista italiano (n. 1623)
- 1671 - William Greenhill, religioso e predicatore inglese (n. 1591)
- 1674 - Robert Arnauld d'Andilly, politico, poeta e scrittore francese (n. 1589)
- 1679 - Abraham Mignon, pittore tedesco (n. 1640)
- 1689 - Angelo Maria Ranuzzi, cardinale e arcivescovo cattolico italiano (n. 1626)
- 1700 - Papa Innocenzo XII, papa, vescovo cattolico e cardinale italiano (n. 1615)

## XVIII secolo(28)
- 1701 - François Dollier de Casson, missionario francese (n. 1636)
- 1709 - Thierry Ruinart, storico francese (n. 1657)
- 1711 - Kaikhosro di Cartalia, re (n. 1674)
- 1715 - Thomas Burnet, teologo inglese (n. 1635)
- 1722 - Urbano Barberini, III principe di Palestrina, nobile italiano (n. 1664)
- 1735 - Diana Spencer, nobile britannica (n. 1710)
- 1736 - René Duguay-Trouin, nobile, ammiraglio e corsaro francese (n. 1673)
- 1737 - John Sidney, VI conte di Leicester, nobile inglese (n. 1680)
- 1740 - Johann Friedrich Grael, architetto tedesco (n. 1708)
- 1760 - Maria Amalia di Sassonia, nobile (n. 1724)
- 1769 - Anna Orzelska, nobildonna polacca (n. 1707)
- 1769 - Giovanni Domenico Mansi, arcivescovo cattolico, teologo e storico italiano (n. 1692)
- 1773 - Giovanni Luca Pallavicini, nobile italiano (n. 1697)
- 1778 - Jakob Friedrich Heusinger, filologo classico tedesco (n. 1719)
- 1783 - Étienne Bézout, matematico francese (n. 1730)
- 1783 - Eustachio Ignazio Capizzi, presbitero, scrittore e teologo italiano (n. 1708)
- 1784 - Chevalier de Grimaldi, politico monegasco (n. 1697)
- 1787 - Thomas Hay, politico scozzese (n. 1710)
- 1787 - Ignác František Platzer, scultore e intagliatore ceco (n. 1717)
- 1788 - Augusta di Brunswick-Wolfenbüttel, principessa (n. 1764)
- 1788 - Robert Taylor, architetto inglese (n. 1714)
- 1791 - William Craven, VI barone Craven, nobile inglese (n. 1738)
- 1792 - Giuseppe Orus, veterinario italiano (n. 1751)
- 1793 - Rafael Landívar, poeta e gesuita guatemalteco (n. 1731)
- 1795 - Carlo Giuseppe Ratti, pittore e storiografo italiano (n. 1737)
- 1796 - Emanuele Maria Pignone del Carretto, vescovo cattolico e teologo italiano (n. 1721)
- 1800 - William Gibbons, rivoluzionario e politico statunitense (n. 1726)
- 1800 - Hyacinthe Jadin, compositore e direttore d'orchestra francese (n. 1776)

## XIX secolo(53)
- 1803 - Salvador Fidalgo, militare e esploratore spagnolo (n. 1756)
- 1805 - William Moultrie, militare e politico statunitense (n. 1730)
- 1806 - Wolfgang Heribert von Dalberg, politico, direttore teatrale e letterato tedesco (n. 1750)
- 1808 - Giuseppe Vanni, nobile italiano (n. 1763)
- 1811 - Aleksandr Sergeevič Stroganov, nobile e politico russo (n. 1733)
- 1823 - Antoine-Eustache d'Osmond, vescovo cattolico francese (n. 1754)
- 1828 - José Miguel de Carvajal-Vargas, ufficiale spagnolo (n. 1771)
- 1829 - Jean-Baptiste Rondelet, architetto francese (n. 1743)
- 1829 - Timotheus Winczian, militare austriaco (n. 1769)
- 1831 - Giovanni Capodistria, politico e diplomatico greco (n. 1776)
- 1832 - Karl Krause, filosofo tedesco (n. 1781)
- 1833 - Ram Mohan Roy, filosofo e religioso indiano (n. 1772)
- 1836 - Luigi Bianco di Barbania, generale italiano (n. 1777)
- 1836 - Isabella Teotochi Albrizzi, letterata, biografa e saggista italiana (n. 1761)
- 1838 - Bernard Courtois, chimico francese (n. 1777)
- 1845 - Maurizio Benedetto Olivieri, religioso, presbitero e funzionario italiano (n. 1769)
- 1848 - Anton Ludwig Ernst Horn, medico e psichiatra tedesco (n. 1774)
- 1850 - Ferdinand Laloue, drammaturgo, librettista e impresario teatrale francese (n. 1794)
- 1852 - James Fillans, scultore scozzese (n. 1808)
- 1852 - Johann Andreas Schmeller, linguista tedesco (n. 1785)
- 1854 - Ichikawa Danjūrō VIII, attore teatrale e scrittore giapponese (n. 1823)
- 1854 - Peter Skene Ogden, esploratore canadese (n. 1794)
- 1855 - August Lanner, compositore austriaco (n. 1835)
- 1856 - Giacinto Provana di Collegno, militare, patriota e politico italiano (n. 1794)
- 1857 - Johann Christian Albers, medico e zoologo tedesco (n. 1795)
- 1858 - Cesare Betteloni, poeta italiano (n. 1808)
- 1858 - Ferdinand de Villeneuve, drammaturgo e librettista francese (n. 1801)
- 1859 - Gioacchino Antonelli, vescovo cattolico italiano (n. 1792)
- 1860 - Charles-Joseph d'Ursel, politico e nobile belga (n. 1777)
- 1862 - Bartolomeo Bizio, chimico italiano (n. 1791)
- 1871 - Gaetano Forte, pittore italiano (n. 1790)
- 1873 - Alfonso Chierici, pittore italiano (n. 1816)
- 1875 - Edouard Corbière, scrittore, giornalista e marinaio francese (n. 1793)
- 1875 - Pietro Luigi Gastinelli, politico italiano (n. 1802)
- 1875 - Antonio Rinaldi, pittore svizzero (n. 1816)
- 1876 - Braxton Bragg, generale statunitense (n. 1817)
- 1877 - Bartolomeo Cini, politico e imprenditore italiano (n. 1809)
- 1878 - Gustav von Leonhard, mineralogista e geologo tedesco (n. 1816)
- 1881 - Carl David Bouché, botanico tedesco (n. 1809)
- 1881 - Angiolo Del Punta, avvocato e politico italiano (n. 1813)
- 1882 - Guglielmo Audisio, presbitero, storico e scrittore italiano (n. 1802)
- 1883 - Oswald Heer, naturalista, entomologo e geologo svizzero (n. 1809)
- 1884 - Fabio Cannella, politico italiano (n. 1817)
- 1885 - Giulio Fabrizio Tomasi, nobile e astronomo italiano (n. 1813)
- 1890 - Filippo Balbi, pittore italiano (n. 1806)
- 1891 - Augusto Ferrante, scacchista italiano
- 1891 - Ivan Aleksandrovič Gončarov, scrittore russo (n. 1812)
- 1893 - Vladimir Aleksandrovič Menšikov, generale e principe russo (n. 1816)
- 1894 - Timoleone Raimondi, vescovo cattolico e missionario italiano (n. 1827)
- 1895 - Ernst Stizenberger, botanico e medico tedesco (n. 1827)
- 1897 - George Maxwell Robeson, politico statunitense (n. 1829)
- 1899 - Henry Heth, generale statunitense (n. 1825)
- 1900 - Albert Bernhard Frank, biologo tedesco (n. 1839)

## XX secolo(217)
- 1901 - Adelaide Borghi-Mamo, mezzosoprano italiano (n. 1829)
- 1903 - Charles Gordon-Lennox, VI duca di Richmond, nobile e politico britannico (n. 1818)
- 1904 - Vincenzo Boniforti, pittore italiano (n. 1866)
- 1904 - Aleksandr Vissarionovič Komarov, militare russo (n. 1830)
- 1906 - Solone Ambrosoli, numismatico italiano (n. 1851)
- 1906 - Luigi Alberto Villanis, musicologo italiano (n. 1863)
- 1910 - Jorge Chávez Dartnell, aviatore peruviano (n. 1887)
- 1911 - Gustave Gobron, imprenditore e politico francese (n. 1846)
- 1911 - Maxwell Gordon Lightfoot, pittore britannico (n. 1886)
- 1911 - Auguste Michel-Lévy, ingegnere, geologo e mineralogista francese (n. 1844)
- 1913 - Osbert Chadwick, ingegnere britannico (n. 1844)
- 1915 - Remy de Gourmont, poeta, romanziere e giornalista francese (n. 1858)
- 1917 - Edgar Degas, pittore e scultore francese (n. 1834)
- 1918 - Joe Dines, calciatore inglese (n. 1886)
- 1919 - Abel Albert, rugbista a 15 francese (n. 1873)
- 1919 - Adelina Patti, soprano italiano (n. 1843)
- 1920 - Giovanni Battista Arista, vescovo cattolico italiano (n. 1862)
- 1920 - Ned Finley, attore, regista e sceneggiatore statunitense (n. 1870)
- 1921 - Engelbert Humperdinck, compositore tedesco (n. 1854)
- 1922 - István Apáthy, medico ungherese (n. 1863)
- 1923 - Kate Jepson, attrice teatrale e attrice cinematografica statunitense (n. 1860)
- 1927 - Camillo Pistrucci, architetto italiano (n. 1856)
- 1927 - Leopold Wharton, regista e produttore cinematografico britannico (n. 1870)
- 1928 - William Anderson, pistard canadese (n. 1888)
- 1930 - Giulio Fano, fisiologo italiano (n. 1856)
- 1931 - Gregorio Gregorj, imprenditore e politico italiano (n. 1853)
- 1931 - Angelo Valvassori Peroni, avvocato e politico italiano (n. 1870)
- 1933 - Zaida Ben-Yusuf, fotografa inglese (n. 1869)
- 1933 - Mario Pasquale Costa, compositore italiano (n. 1858)
- 1934 - Karl Touton, dermatologo e botanico tedesco (n. 1858)
- 1935 - Alberto Rinaldi, medico italiano (n. 1869)
- 1936 - Carlo di Borbone-Due Sicilie Orleans, nobile spagnolo (n. 1908)
- 1937 - Tonino Benelli, pilota motociclistico italiano (n. 1902)
- 1937 - Nygmet Nurmakov, politico kazako (n. 1895)
- 1937 - Nestore Pelicelli, religioso, scrittore e fotografo italiano (n. 1871)
- 1938 - Sergej Kaminer, scacchista e compositore di scacchi sovietico (n. 1906)
- 1939 - David Nepomuceno, velocista filippino (n. 1900)
- 1940 - Julián Besteiro, politico spagnolo (n. 1870)
- 1940 - Paul Joalland, ufficiale francese (n. 1870)
- 1940 - Julius Wagner-Jauregg, medico austriaco (n. 1857)
- 1941 - Vittorio Emanuele Boeri, editore, medaglista e militare italiano (n. 1905)
- 1941 - Juan Corzo, scacchista spagnolo (n. 1873)
- 1941 - Giuseppe Majorana, militare e aviatore italiano (n. 1910)
- 1941 - Alfonso Rotolo, militare e aviatore italiano (n. 1914)
- 1941 - Riccardo Hellmuth Seidl, militare e aviatore italiano (n. 1904)
- 1941 - Niels Larsen Stevns, pittore e scultore danese (n. 1864)
- 1941 - Bartolomeo Tomasino, militare e aviatore italiano (n. 1912)
- 1941 - Luigi Valotti, aviatore italiano (n. 1920)
- 1941 - Giusellino Verna, militare e aviatore italiano (n. 1913)
- 1943 - Mario Capuani, partigiano e medico italiano (n. 1908)
- 1943 - Willoughby Hamilton, tennista e calciatore irlandese (n. 1864)
- 1943 - Luigi Lusignani, militare italiano (n. 1896)
- 1943 - Mao Zemin, politico e rivoluzionario cinese (n. 1896)
- 1943 - Charles Robson, crickettista, allenatore di calcio e dirigente sportivo inglese (n. 1859)
- 1943 - Luigi Viviani, ingegnere e militare italiano (n. 1903)
- 1944 - John Brearley, calciatore e allenatore di calcio inglese (n. 1875)
- 1944 - Alfred Brüggemann, compositore, giornalista e traduttore tedesco (n. 1873)
- 1944 - Aristide Maillol, scultore e pittore francese (n. 1861)
- 1944 - Sergej Michajlovič Prokudin-Gorskij, chimico e fotografo russo (n. 1863)
- 1944 - Attilio Salvadè, calciatore svizzero (n. 1882)
- 1944 - Armando Zolli, partigiano italiano (n. 1910)
- 1945 - Louis Cazal, calciatore francese (n. 1906)
- 1945 - Charles Whitney Gilmore, paleontologo statunitense (n. 1874)
- 1946 - Milly Dandolo, scrittrice, poetessa e traduttrice italiana (n. 1895)
- 1946 - Achille Grandi, politico e sindacalista italiano (n. 1883)
- 1947 - Maurice Asselin, pittore e incisore francese (n. 1882)
- 1947 - Luigi Barlassina, patriarca cattolico italiano (n. 1872)
- 1947 - Jan Malypetr, politico cecoslovacco (n. 1873)
- 1949 - David Adler, architetto statunitense (n. 1882)
- 1950 - Maximilian von Waldburg-Wolfegg-Waldsee, principe e politico tedesco (n. 1863)
- 1951 - Alfred Compeyrat, calciatore francese (n. 1890)
- 1951 - Augusto de Vasconcelos, politico e diplomatico portoghese (n. 1867)
- 1952 - Frederick Hird, tiratore a segno statunitense (n. 1879)
- 1953 - Hans Fritzsche, funzionario, conduttore radiofonico e giornalista tedesco (n. 1900)
- 1954 - Giangiacomo Borghese, pioniere dell'aviazione e politico italiano (n. 1889)
- 1954 - Maximilian von Weichs, generale tedesco (n. 1881)
- 1955 - Nils Adlercreutz, cavaliere svedese (n. 1866)
- 1956 - Piero Calamandrei, politico, giurista e avvocato italiano (n. 1889)
- 1956 - Babe Didrikson-Zaharias, giavellottista, ostacolista e altista statunitense (n. 1911)
- 1956 - László Domonkos, calciatore ungherese (n. 1887)
- 1956 - Gerald Finzi, compositore inglese (n. 1901)
- 1957 - Per Helsing, calciatore norvegese (n. 1896)
- 1957 - Leo Longanesi, giornalista, scrittore e editore italiano (n. 1905)
- 1957 - Demetrio Neyra, calciatore peruviano (n. 1908)
- 1957 - Nicolai Rygg, economista norvegese (n. 1872)
- 1958 - Héctor Cazenave, calciatore uruguaiano (n. 1914)
- 1958 - Edgar Seligman, schermidore britannico (n. 1867)
- 1958 - Margaret Stonborough-Wittgenstein, mecenate austriaca (n. 1882)
- 1959 - Antonio Ferrarese, politico italiano (n. 1888)
- 1959 - Kathleen Myers, attrice statunitense (n. 1899)
- 1960 - Paolo Bongiorno, sindacalista e politico italiano (n. 1922)
- 1960 - Richard Lund, attore svedese (n. 1885)
- 1960 - Imre Markos, allenatore di calcio e calciatore ungherese (n. 1908)
- 1960 - Carlos Mendieta, politico cubano (n. 1873)
- 1960 - Herman Nohl, filologo tedesco (n. 1879)
- 1960 - Sylvia Pankhurst, attivista, giornalista e scrittrice britannica (n. 1882)
- 1960 - Raúl Porras Barrenechea, storico, diplomatico e politico peruviano (n. 1897)
- 1961 - Hilda Doolittle, scrittrice e poetessa statunitense (n. 1886)
- 1961 - Harry Traver, ingegnere statunitense (n. 1877)
- 1961 - Josep Maria de Sagarra, poeta, scrittore e traduttore spagnolo (n. 1894)
- 1962 - Umberto Adamoli, politico e militare italiano (n. 1878)
- 1962 - Christian Juhl, ginnasta danese (n. 1898)
- 1962 - Gino Redi, compositore italiano (n. 1908)
- 1963 - Eugene Charlier, ciclista su strada belga (n. 1880)
- 1964 - Pia Nalli, matematica italiana (n. 1886)
- 1964 - Tancredi Parmeggiani, pittore italiano (n. 1927)
- 1964 - Giuseppe Sforza, cestista italiano (n. 1923)
- 1964 - Adib al-Shishakli, militare e politico siriano (n. 1909)
- 1965 - Clara Bow, attrice statunitense (n. 1905)
- 1965 - William Stanier, ingegnere inglese (n. 1876)
- 1965 - Ernest Victor Tweedy, arcivescovo cattolico australiano (n. 1901)
- 1966 - Albert Renger-Patzsch, fotografo tedesco (n. 1897)
- 1967 - Tótila Albert Schneider, artista e filosofo cileno (n. 1892)
- 1967 - Mildred Bright, attrice statunitense (n. 1892)
- 1967 - Robert van Gulik, scrittore, diplomatico e orientalista olandese (n. 1910)
- 1967 - Feliks Feliksovič Jusupov, nobile russo (n. 1887)
- 1967 - James Learmonth, chirurgo scozzese (n. 1895)
- 1967 - Hilla von Rebay, artista tedesca (n. 1890)
- 1967 - Robert Tryon, psicologo e statistico statunitense (n. 1901)
- 1968 - Guido De Filip, canottiere italiano (n. 1904)
- 1968 - William Hume-Rothery, chimico britannico (n. 1899)
- 1968 - Giulio Attilio Schettini, giornalista italiano (n. 1937)
- 1969 - Nicolas Grunitzky, politico togolese (n. 1913)
- 1969 - Katsutoshi Naito, lottatore giapponese (n. 1895)
- 1969 - Bill Thompson, cestista statunitense (n. 1920)
- 1970 - Billy Kirton, calciatore inglese (n. 1896)
- 1970 - Jack Stirling, cestista statunitense (n. 1917)
- 1971 - José Joaquín Araiza, scacchista messicano (n. 1900)
- 1971 - Hermann Ehrhardt, militare e terrorista tedesco (n. 1881)
- 1972 - Maria Lătărețu, cantante e compositrice rumena (n. 1911)
- 1972 - Michele Marotta, politico italiano (n. 1913)
- 1972 - Raffaele Mario Radossi, arcivescovo cattolico italiano (n. 1887)
- 1972 - Ranganathan, bibliotecario e matematico indiano (n. 1892)
- 1973 - Renato Foresti, pittore e dirigente d'azienda italiano (n. 1900)
- 1974 - André Ambroise, cestista francese (n. 1913)
- 1974 - Gunnar Olsson, calciatore svedese (n. 1908)
- 1974 - Sigurd Rasmussen, calciatore norvegese (n. 1892)
- 1974 - Wilhelm Zander, militare tedesco (n. 1911)
- 1975 - José Humberto Baena Alonso, attivista spagnolo (n. 1950)
- 1975 - Maurice Feltin, cardinale e arcivescovo cattolico francese (n. 1883)
- 1975 - Mark Frechette, attore statunitense (n. 1947)
- 1975 - Ángel Otaegui Echeverría, attivista spagnolo (n. 1942)
- 1975 - Roy Stryker, economista e fotografo statunitense (n. 1893)
- 1976 - Cesare Angelini, presbitero, scrittore e critico letterario italiano (n. 1886)
- 1976 - Morris Fishbein, medico e editore statunitense (n. 1889)
- 1977 - Mieczysław Batsch, calciatore polacco (n. 1900)
- 1977 - Fabian Biörck, ginnasta svedese (n. 1893)
- 1977 - Willis Bouchey, attore statunitense (n. 1907)
- 1977 - Rudolf Dolejší, calciatore cecoslovacco (n. 1907)
- 1977 - Francesco Massarelli, militare italiano (n. 1923)
- 1978 - Giuseppe Gracceva, partigiano e politico italiano (n. 1906)
- 1978 - Nereo Marini, allenatore di calcio e calciatore italiano (n. 1908)
- 1979 - Johanna Eck, tedesca (n. 1888)
- 1979 - Gracie Fields, attrice, cantante e comica inglese (n. 1898)
- 1979 - Jimmy McCulloch, musicista e cantautore scozzese (n. 1953)
- 1979 - Rodolfo Melloni, dirigente sportivo italiano (n. 1914)
- 1980 - Gian Antonio Micheli, giurista italiano (n. 1913)
- 1980 - Dietrich von Saucken, generale tedesco (n. 1892)
- 1981 - Bronisław Malinowski, siepista e mezzofondista polacco (n. 1951)
- 1981 - Vito Minunno, calciatore italiano (n. 1904)
- 1981 - Robert Montgomery, attore, regista e produttore cinematografico statunitense (n. 1904)
- 1983 - Laura Bianchini, politica e partigiana italiana (n. 1903)
- 1983 - Ben Carruthers, attore statunitense (n. 1936)
- 1983 - Attilio Leporati, calciatore italiano (n. 1911)
- 1983 - Tino Rossi, cantante e attore francese (n. 1907)
- 1983 - Gunnar Thoroddsen, politico islandese (n. 1910)
- 1983 - Dino Torreggiani, presbitero italiano (n. 1905)
- 1984 - Ernesto Alciati, maratoneta italiano (n. 1902)
- 1984 - Ellsworth Bunker, diplomatico statunitense (n. 1894)
- 1984 - Nicolò Carosio, giornalista e telecronista sportivo italiano (n. 1907)
- 1984 - Gustaf Klarén, lottatore svedese (n. 1906)
- 1984 - Ubaldo Lay, attore italiano (n. 1917)
- 1985 - Lloyd Nolan, attore statunitense (n. 1902)
- 1986 - Cliff Burton, bassista statunitense (n. 1962)
- 1986 - Yvan Daniel, scrittore francese (n. 1909)
- 1986 - Francisco Garate, calciatore spagnolo (n. 1916)
- 1986 - Giuseppe Ghedina, fondista italiano (n. 1898)
- 1986 - Germano Pattaro, presbitero e teologo italiano (n. 1925)
- 1987 - John Newbold Happy Camp, politico statunitense (n. 1908)
- 1987 - John Niemeyer Findlay, filosofo sudafricano (n. 1903)
- 1988 - Nicola Angelucci, avvocato e politico italiano (n. 1895)
- 1988 - Teofilo Camomot Bastida, arcivescovo cattolico filippino (n. 1914)
- 1988 - Giorgio Candeloro, storico italiano (n. 1909)
- 1988 - Stefano Dal Lago, hockeista su pista italiano (n. 1964)
- 1988 - Willis Edwards, calciatore e allenatore di calcio inglese (n. 1903)
- 1988 - Natale Mosconi, arcivescovo cattolico italiano (n. 1904)
- 1988 - David Nelson, allenatore di calcio e calciatore scozzese (n. 1918)
- 1988 - Paolo Sica, architetto e urbanista italiano (n. 1935)
- 1989 - Giovanni Pellegrini, calciatore francese (n. 1940)
- 1990 - Matvej Isaakovič Blanter, compositore sovietico (n. 1903)
- 1991 - Joe Hulme, calciatore, allenatore di calcio e crickettista inglese (n. 1904)
- 1991 - Oona O'Neill, attrice statunitense (n. 1925)
- 1991 - Roberto Rojas Tardío, calciatore peruviano (n. 1955)
- 1992 - Jacques-Paul Martin, cardinale e arcivescovo cattolico francese (n. 1908)
- 1992 - Hermann Neuberger, dirigente sportivo tedesco (n. 1919)
- 1992 - Keith Prentice, attore statunitense (n. 1940)
- 1992 - Peter Riedl, pallanuotista austriaco (n. 1910)
- 1992 - Zhang Leping, fumettista cinese (n. 1910)
- 1993 - Paolo Caldarella, pallanuotista italiano (n. 1964)
- 1993 - Jimmy Doolittle, generale e aviatore statunitense (n. 1896)
- 1993 - Lucio Mayer, ingegnere e dirigente pubblico italiano (n. 1911)
- 1993 - Milan Muškatirović, pallanuotista jugoslavo (n. 1934)
- 1994 - Carlos Lleras Restrepo, politico colombiano (n. 1908)
- 1995 - Sasha Argov, compositore israeliano (n. 1914)
- 1995 - Wilfried Soltau, canoista tedesco (n. 1912)
- 1995 - Stefano Villa, poliziotto italiano (n. 1970)
- 1996 - Alberto Mazzucco, calciatore e allenatore di calcio italiano (n. 1911)
- 1996 - Mohammad Najibullah, politico e generale afghano (n. 1947)
- 1997 - Bob Evans, cestista e allenatore di pallacanestro statunitense (n. 1925)
- 1997 - Walter Trampler, musicista e insegnante tedesco (n. 1915)
- 1998 - Vincent Barbi, attore italiano (n. 1912)
- 1998 - Edward Jefferys, velocista sudafricano (n. 1936)
- 1999 - Gino Colombo, politico, avvocato e dirigente pubblico italiano (n. 1928)
- 1999 - Jan Knudsen, calciatore norvegese (n. 1953)
- 2000 - Mario Arillo, militare italiano (n. 1912)
- 2000 - Isaac Oceja, allenatore di calcio e calciatore spagnolo (n. 1915)
- 2000 - Oh Yeon-kyo, calciatore sudcoreano (n. 1960)

## XXI secolo(114)
- 2001 - Friedrich Leibacher, criminale svizzero (n. 1944)
- 2001 - Philip Rosenthal, imprenditore e politico tedesco (n. 1916)
- 2002 - Charles Henri Ford, scrittore, fotografo e regista statunitense (n. 1908)
- 2002 - David Granger, bobbista statunitense (n. 1903)
- 2002 - Attila Keresztes, schermidore ungherese (n. 1928)
- 2002 - Giorgio Kirschner, direttore di coro e pianista italiano (n. 1923)
- 2003 - Hamidullah Burki, hockeista su prato pakistano (n. 1920)
- 2003 - Olive Cotton, fotografa australiana (n. 1911)
- 2003 - Steve Fatupua-Lecaill, calciatore francese (n. 1976)
- 2003 - Fay Helm, attrice statunitense (n. 1909)
- 2003 - Jean Lucas, pilota automobilistico francese (n. 1917)
- 2003 - Donald O'Connor, attore, ballerino e cantante statunitense (n. 1925)
- 2003 - Nello Saltutti, calciatore e allenatore di calcio italiano (n. 1947)
- 2003 - Masahiro Yoshimura, nuotatore giapponese (n. 1936)
- 2004 - Wolfgang von Löhneysen, storico dell'arte tedesco (n. 1917)
- 2004 - John Edward Mack, psichiatra e saggista statunitense (n. 1929)
- 2004 - Vittorio Sentimenti, calciatore e allenatore di calcio italiano (n. 1918)
- 2005 - Jack Burmaster, cestista, allenatore di pallacanestro e dirigente sportivo statunitense (n. 1926)
- 2005 - Pol Bury, scultore e pittore belga (n. 1922)
- 2005 - Franco Cardani, calciatore italiano (n. 1925)
- 2005 - Ronald Golias, comico e attore brasiliano (n. 1929)
- 2005 - Mary Lee Settle, scrittrice statunitense (n. 1918)
- 2005 - John McCabe, biografo e docente statunitense (n. 1920)
- 2006 - Giuseppe Bennati, regista e sceneggiatore italiano (n. 1921)
- 2006 - Bruni Löbel, attrice tedesca (n. 1920)
- 2007 - René Binggeli, ciclista su strada svizzero (n. 1941)
- 2007 - Þórhallur Einarsson, calciatore islandese (n. 1921)
- 2007 - Kenji Nagai, fotoreporter giapponese (n. 1957)
- 2007 - Piero Pieralli, politico e giornalista italiano (n. 1929)
- 2007 - Darcy Robinson, hockeista su ghiaccio canadese (n. 1981)
- 2008 - Mahendra Kapoor, cantante indiano (n. 1934)
- 2008 - Bryan Morrison, imprenditore e giocatore di polo britannico (n. 1942)
- 2008 - Jimmy Murray, calciatore inglese (n. 1935)
- 2008 - Henri Pachard, regista statunitense (n. 1939)
- 2008 - Marcello Tommasi, scultore e pittore italiano (n. 1928)
- 2009 - René Bliard, calciatore francese (n. 1932)
- 2009 - John Connell, artista statunitense (n. 1940)
- 2009 - Ivan Dychovičnyj, regista sovietico (n. 1947)
- 2009 - Pilar Gómez Ferrer, attrice spagnola (n. 1910)
- 2010 - George Blanda, giocatore di football americano statunitense (n. 1927)
- 2010 - Le Sang, artista marziale vietnamita (n. 1920)
- 2010 - Sally Menke, montatrice statunitense (n. 1953)
- 2010 - Trevor Taylor, pilota automobilistico britannico (n. 1936)
- 2011 - Marcel Dries, calciatore belga (n. 1929)
- 2011 - Ida Fink, scrittrice polacca (n. 1921)
- 2011 - Wilson Greatbatch, ingegnere e inventore statunitense (n. 1919)
- 2011 - Jesús María Pereda, allenatore di calcio e calciatore spagnolo (n. 1938)
- 2011 - Joe Tofflemire, giocatore di football americano statunitense (n. 1965)
- 2012 - Aleksandr Gorelik, pattinatore artistico su ghiaccio sovietico (n. 1945)
- 2012 - Herbert Lom, attore ceco (n. 1917)
- 2012 - Piero Melograni, storico, saggista e scrittore italiano (n. 1930)
- 2013 - Mario Galizia, giurista e costituzionalista italiano (n. 1921)
- 2013 - Tuncel Kurtiz, attore, sceneggiatore e regista turco (n. 1936)
- 2013 - Silvano Montevecchi, vescovo cattolico italiano (n. 1938)
- 2013 - Jay Robinson, attore statunitense (n. 1930)
- 2013 - Sayan Sanya, cantante e attore thailandese (n. 1953)
- 2014 - Gaby Aghion, stilista francese (n. 1921)
- 2014 - Angelo Arrigoni, rugbista a 15 italiano (n. 1923)
- 2014 - Abdelmajid Lakhal, regista e attore tunisino (n. 1939)
- 2014 - Antti Lovag, architetto e designer ungherese (n. 1920)
- 2014 - Sarah Danielle Madison, attrice statunitense (n. 1974)
- 2014 - Vittorio Dan Segre, diplomatico, scrittore e giornalista israeliano (n. 1922)
- 2014 - Zhang Xianliang, scrittore e poeta cinese (n. 1936)
- 2015 - John Guillermin, regista inglese (n. 1925)
- 2015 - Pietro Ingrao, politico, giornalista e partigiano italiano (n. 1915)
- 2016 - David Hahn, inventore statunitense (n. 1978)
- 2016 - Graham Hawkins, allenatore di calcio e calciatore inglese (n. 1946)
- 2016 - Jean-Louis Ravelomanantsoa, velocista malgascio (n. 1943)
- 2017 - Edmond Abelé, vescovo cattolico francese (n. 1925)
- 2017 - Mario Bortolotto, critico musicale italiano (n. 1927)
- 2017 - Raymond Buckland, saggista e sacerdote britannico (n. 1934)
- 2017 - Ugo Dotti, critico letterario italiano (n. 1933)
- 2017 - Joy Fleming, cantante tedesca (n. 1944)
- 2017 - Hans Gerschwiler, pattinatore artistico su ghiaccio svizzero (n. 1921)
- 2017 - Hugh Hefner, editore statunitense (n. 1926)
- 2017 - Anne Jeffreys, attrice, soprano e modella statunitense (n. 1923)
- 2017 - Paolo Sinigaglia, imprenditore italiano (n. 1947)
- 2018 - Marty Balin, cantante statunitense (n. 1942)
- 2018 - Namkhai Norbu, personalità religiosa tibetano (n. 1938)
- 2018 - Ugo Vanni, teologo italiano (n. 1929)
- 2018 - Art Williams, cestista statunitense (n. 1939)
- 2019 - Dante Bernini, vescovo cattolico italiano (n. 1922)
- 2019 - Rob Garrison, attore statunitense (n. 1960)
- 2019 - John Francis Kinney, vescovo cattolico statunitense (n. 1937)
- 2019 - Gene Melchiorre, cestista statunitense (n. 1927)
- 2019 - Juan Rodríguez, canottiere uruguaiano (n. 1928)
- 2019 - Wolfgang Sühnholz, calciatore tedesco (n. 1946)
- 2019 - Delia Vaccarello, giornalista, scrittrice e attivista italiana (n. 1960)
- 2020 - John David Barrow, cosmologo, matematico e astrofisico britannico (n. 1952)
- 2020 - Jurij Orlov, fisico russo (n. 1924)
- 2020 - Yūko Takeuchi, attrice giapponese (n. 1980)
- 2021 - Zuzanna Chwastek, cestista polacca (n. 1940)
- 2021 - Roger Hunt, calciatore inglese (n. 1938)
- 2021 - Boban Petrović, cestista jugoslavo (n. 1957)
- 2021 - Roberto Ronconi, calciatore italiano (n. 1928)
- 2022 - Bruno Arena, comico, cabarettista e attore italiano (n. 1957)
- 2022 - Kurt Binder, fisico austriaco (n. 1944)
- 2022 - Bruno Bolchi, calciatore e allenatore di calcio italiano (n. 1940)
- 2022 - Gerrit Borghuis, calciatore olandese (n. 1939)
- 2022 - Joan Hotchkis, attrice statunitense (n. 1927)
- 2022 - Michael John Sheridan, vescovo cattolico statunitense (n. 1945)
- 2023 - Jesús Aranzabal, ciclista su strada spagnolo (n. 1939)
- 2023 - Cristoforo di Schleswig-Holstein, nobile tedesco (n. 1949)
- 2023 - Jim Forrest, calciatore scozzese (n. 1944)
- 2023 - Michael Gambon, attore irlandese (n. 1940)
- 2023 - Slobodan Štambuk, vescovo cattolico croato (n. 1941)
- 2023 - Christine Terraillon, sciatrice alpina francese (n. 1943)
- 2023 - Ryūzō Yanagimachi, biologo giapponese (n. 1928)
- 2024 - Aldo Amati, politico italiano (n. 1944)
- 2024 - John Little, fisico statunitense (n. 1928)
- 2024 - Hassan Nasrallah, religioso e politico libanese (n. 1960)
- 2024 - Pit Passarell, bassista argentino (n. 1968)
- 2024 - Fazile Hanimsultan, principessa egiziana (n. 1941)
- 2024 - Maggie Smith, attrice britannica (n. 1934)